# Oldenlandia erythraeoides
Oldenlandia erythraeoides är en måreväxtart som beskrevs av Friedrich Anton Wilhelm Miquel. Oldenlandia erythraeoides ingår i släktet Oldenlandia och familjen måreväxter.
Artens utbredningsområde är Sumatera. Inga underarter finns listade i Catalogue of Life.